# Santarcangelo dei Teatri - Festival Internazionale del Teatro in Piazza
Santarcangelo dei Teatri organizza il più antico Festival italiano dedicato alle arti della scena contemporanea, e uno dei più significativi appuntamenti europei nell’ambito del teatro, della danza e delle performing arts. 
Nato nel 1971 da una strettissima relazione tra città e progettualità artistica, Santarcangelo Festival si è fondato nel segno della dimensione internazionale e del rapporto con la piazza, ponendosi da subito all’incrocio tra le due dimensioni che, costantemente ripensate e rideclinate, lo caratterizzano da sempre: l’internazionalità delle presenze artistiche e il rapporto con lo spazio pubblico di Santarcangelo e con la collettività dei suoi cittadini.
Dal 2012 le attività del Festival si articolano con continuità nell’intero arco dell’anno, dando forma ad attività e appuntamenti tesi a nutrire la cultura teatrale del territorio, ospitando artisti in residenza e costruendo percorsi di visione per gli spettatori della città. Il Festival esplode poi in dieci giornate estive, in luglio, intensissime per la presenza di artisti, creazioni, spettacoli, seminari, laboratori, luoghi di incontro, creando una comunità temporanea di performer, cittadini e spettatori.
Nel tempo ha avuto direttrici e direttori autorevoli come Roberto Bacci, Ferruccio Merisi, Antonio Attisani, Leo de Berardinis, Silvio Castiglioni, Silvia Bottiroli, Chiara Guidi, Ermanna Montanari, Eva Neklyaeva con Lisa Gilardino, Motus. Dal 2021 la direzione artistica è affidata al curatore polacco Tomasz Kireńczuk.

## Storia del Festival

### Direzione artistica: Piero Patino
La prima edizione ebbe luogo nel 1971 sotto il nome di Festival Internazionale del Teatro in Piazza, sotto la direzione artistica del romano Piero Patino.La manifestazione trovò propulsione nelle istanze politiche legate al '68 e nel folklore locale. Il primo direttore del Festival Piero Patino sosteneva e incitava: "Il teatro sgorga dalla collettività, per ritornare alla collettività", sottolineando così il carattere sociale e politico dell'arte scenica, in opposizione a un teatro che si fa "merce". Attorno al Festival nascono fermenti nuovi, proposti e sostenuti assieme al direttore artistico dagli altri realizzatori Flavio Nicolini, Piersilverio Pozzi e dell'allora sindaco Romeo Donati che lo vollero indirizzare al "teatro propedeutico" e con "finalità educative", coinvolgendo subito la popolazione locale.
Vengono presentati in questi anni nomi come Dario Fo e Franca Rame, il Club Teatro, Giorgio Gaber, Giovanna Marini, Il Granteatro con Carlo Cecchi, La Maschera di Memè Perlini e la compagnia Il Cerchio diretta da Roberto De Simone, Lina Sastri, Teresa De Sio e Marco Messeri. Al fianco di questi nomi vengono messi gruppi teatrali nascenti: il Tascabile di Bergamo, il Teatro di Ventura, il Teatro delle Briciole, Attori e Tecnici, Mago Povero, Quelli di Grock e il Piccolo Teatro di Pontedera ed ospiti stranieri dall'Europa dell'est, dal Brasile e dagli Stati Uniti. In questi anni il Festival fu coinvolto da Patino e dal pittore e poeta spagnolo Rafael Alberti in diverse iniziative a sfondo prettamente politico che videro la partecipazione di Isabel Allende e numerosi altri intellettuali. Ad Alberti e alla moglie Maria Teresa Leon Santarcangelo ha conferito nel 1974 la cittadinanza onoraria per meriti legati alla "lotta per la libertà dei popoli".
La direzione di Piero Patino durò fino al 1977.

### Direzione artistica: Roberto Bacci, Antonio Attisani, Ferruccio Merisi
Con le direzioni di Roberto Bacci, Antonio Attisani, Ferruccio Merisi si fecero sempre più strada le posizioni invocate da Eugenio Barba nel 1976 di un Terzo Teatro.
I maestri di cui si nutre questo movimento sono Jerzy Grotowski, il Bread and Puppet e Julian Beck con il Living Theatre: Il punto di riferimento per tutti è Antonin Artaud. In quest'ottica il Festival di Santarcangelo apre al teatro orientale che tanto ha ispirato il Terzo Teatro (teatro giapponese, balinese e indiano). Nasce il sodalizio fra Santarcangelo dei teatri, le compagnie teatrali che partecipano attivamente alla manifestazione e i professori del DAMS di Bologna che sostengono il Festival. Fu inoltre fonte di particolare polemica la direzione di Antonio Attanasi che tentò di fare del Festival un punto d'incontro fra generazioni, anche aprendo una zona di libero campeggio che divenne in seguito e per molti anni una peculiarità della manifestazione.
Tra gli artisti occidentali che portarono i propri spettacoli a Santarcangelo fra il 1978 e il 1983 vanno ricordati El Teatro Campesino, Augusto Boal, Iben Nagel Rasmussen, Yves Lebreton, Boleslav Polivka, e tra gli italiani il Teatro Potlach, Akroama, il Teatro degli Dei, il Tico Teatro con Danio Manfredini, il Carrozzone (poi Magazzini Criminali) e il Teatro dell'Arte Maranathà (alcuni dei quali passarono poi al Teatro delle Albe). Attisani poi invita, tra gli altri, Katzenmacher di Santagata e Morganti, il Teatro dell'Elfo, il Teatro Valdoca, Il Teatro Nucleo, il Kismet, la Banda Osiris, Osmego Dnia, e molti artisti dagli States come Laurie Anderson, ma anche dalla Francia, e da Gran Bretagna, Portogallo, Argentina.

### Direzione artistica: Roberto Bacci
Nel 1984 la direzione viene affidata a Roberto Bacci per cinque anni. La prima edizione di questo quinquennio viene intitolata provocatoriamente "L'ultimo Festival di Santarcangelo".
Il nuovo periodo si apre con una forte polemica sull'identità e il futuro del Festival. È in questi anni che nasce il nome "Santarcangelo dei Teatri" per dar slancio e forza ad un'attività annuale che esca dalla manifestazione estiva e che dia forza a nuove possibilità e progettualità. Si rafforza così un nucleo di intellettuali, docenti e personalità della cultura tra cui Claudio Meldolesi, Franco Ruffini, Ferdinando Taviani, Piero Meldini, Raimondo Guarino, Piergiorgio Giacché.
In questi anni trovano spazio nella programmazione del Festival alcuni nuovi gruppi italiani, avulsi dal Terzo Teatro e portatori di nuovi linguaggi. Passano di qui Odin Teatret, Akademia Ruchu, Teatro Nucleo e Teatro Potlach, compaiono Socìetas Raffaello Sanzio e i già nominati Teatro Valdoca e Albe, Parco Butterfly (Compagnia Virgilio Sieni Danza), Enzo Cosimi, Marcido Marcidoris, Thierry Salmon con le sue memorabili Troiane, il Teatro dei Mutamenti di Antonio Neiwiller, e poi Ariane Mnouchkine, Manoel De Oliveira, Leo de Berardinis, Mario Martone, il circo equestre Zingaro, Silvio Castiglioni, Raul Ruiz, Robledo Delbono, Jerzy Stuhr, Judith Malina e Jerzi Grotowski e i Magazzini Criminali, autori di uno storico Genet a Tangeri nella location del macello di Riccione, dove l'atto della macellazione di un cavallo, era stato inserito nello spettacolo. L'evento susciterà un forte dibattito che vedrà scendere in campo intellettuali e artisti tra cui Enzo Biagi, Giorgio Albertazzi, Ugo Volli, Dario Fo, Franco Quadri, Carlo Infante, Ferdinando Taviani e Antonio Attisani.
Nel 1989 la direzione del Festival viene affidata per cinque anni ad Antonio Attisani.

### Direzione artistica: Antonio Attisani
La direzione dei successivi cinque anni viene presa in mano da Antonio Attisani, che dopo le polemiche succedute alla sua prima direzione, intitola il Festival "Luoghi d'intesa". Il suo approccio, più teorico rispetto ai direttori precedenti, permette al Festival di ampliare sguardo e proposte. Il proposito è quello di aprire canali di scambio dal Teatro di ricerca a diversi linguaggi contemporanei favorendo nuovi e inaspettati incontri. La svolta crea di nuovo polemiche, ma determinerà comunque una linea forte negli anni successivi con Festival dai titoli emblematici come: "Lavori in corso", "Lavoro d'arte comune", "Teatro per bande e predatori solitari", "Voci umane sempre presenti", "Santarcangelo dei teatri d'Europa".
Il Festival del 1989 vede in programmazione Kazuo Ohno, Giovanni Testori e Franco Branciaroli sono affiancati a Diamanda Galás, Danio Manfredini ai Laibach. Teatro comico con Daniele Luttazzi e l'Archivolto (di cui facevano parte Maurizio Crozza e Marcello Cesena), ma anche teatro per ragazzi, danza e performance.
Negli anni successivi Théâtre du Radeau e i monaci tibetani, Remondi e Caporossi e César Brie, i concerti rap delle posse italiane anni novanta e Leo Bassi, Valére Novarina e le parate della Mutoid Waste Company, il cyberpunk della rivista della Shake edizioni Decoder e il Teatro delle Albe diretto da Marco Martinelli e Ermanna Montanari, Masque Teatro, Andrea Adriatico con: riflessi e il Velemir Teatro di Claudio Misculin, e poi Tam Teatromusica, Kismet, Valter Malosti col Teatro di Dioniso, Alfieri Mago Povero, Giardini Pensili (Roberto Paci Dalò e Isabella Bordoni), Marcello Sambati, Franco Scaldati. Vi sarà inoltre nel 1993 invernale del Festival con dedica alla Sarajevo martoriata dal conflitto etnico.
Le produzioni ufficiali del Festival negli anni della direzione artistica di Attisani sono: "Corvi di luna" di Marco Baliani (1989), "Coro" di Remondi e Caporossi (1990), "Lunga vita all'albero" di Marco Martinelli (1990), "Leggenda" di Remondi e Caporossi (1991), "OPLÀ, noi viviamo!" di Andrea Adriatico (1992) e "La voce umana" di Andrea Adriatico (1993).

### Direzione artistica: Leo de Berardinis
Con la direzione di Leo de Berardinis, che inizia nel 1994 nascono i quaderni di Santarcangelo che, diretti da Gianni Manzella, raccolgono interventi teorici in chiave etica ed estetica sul teatro contemporaneo di artisti, tra i quali, il codirettore del Festival Silvio Castiglioni, così come di studiosi e critici quali Laura Mariani, Claudio Meldolesi, Renata Molinari, Stefania Chinzari e Oliviero Ponte di Pino. 
Compare in quegli anni l'articolo del direttore che si intitolava "Riaprire il pianoforte di Cage": Ci si riferiva ad un concerto di John Cage durante il quale questi si limitò a sedersi davanti al piano e a chiudere il coperchio della tastiera. In questo articolo in cui si dichiarano intenti di continuità con le precedenti impostazioni del Festival, acquista un'importanza fondamentale la relazione con lo spettatore.
Si intensificano Laboratori, seminari, incontri, convegni e viene più volte usata la pratica delle prove aperte e degli studi. Un occhio particolare viene rivolto verso un "teatro pubblico popolare", ad una ricerca testuale che percorre le lingue e i dialetti, alla figura dell'attore-autore e si apre al Teatro-danza.
I protagonisti sono in questi anni Enzo Moscato, Claudio Morganti, Alfonso Santagata, Giorgio Barberio Corsetti, Moni Ovadia, Sanjukta Panigrahi, Giovanna Marini, Antonello Salis, Steve Lacy, il flamenco, Ivano Marescotti, che interpreta il primo testo teatrale di Raffaello Baldini diretto da Marco Martinelli, Marco Baliani, il Kismet, Judith Malina che con Lorenza Zambon per la compagnia Alfieri interpreta Doris Lessing, mentre trovano conferma Albe, Valdoca, Societas Raffaello Sanzio, e per la danza Sosta Palmizi, Enzo Pezzella, Enzo Cosimi, Virgilio Sieni, Solari Vanzi. Negli anni di de Berardinis si affacciano a Santarcangelo gli artisti dell'allora nuovo teatro italiano da Motus a Teatrino Clandestino, da Fanny & Alexander all'Impasto poi Libera mente, La Nuova Complesso Camerata e altri.
Leo de Berardinis lascerà la direzione del Festival nel 1997 a Silvio Castiglioni che la manterrà fino al 2005.

### Direzione artistica: Silvio Castiglioni
Silvio Castiglioni fu attore e cofondatore assieme a Merisi del Teatro della Ventura, quindi in perfetta sintonia con le linee fino a questo punto assunte. Nelle edizioni da lui dirette nasce, per favorire un rapporto con gli operatori internazionali, il "Quotidiano del Festival" creato dal direttore del Festival in collaborazione con il giornalista Massimo Marino che lo coordina, e diretto da Gianni Manzella.
In questi anni la selezione di artisti va da Leo de Berardinis a Giuliano Scabia, da Sotigui Kouyaté a Hideo Kanze, da Rézo Gabriadzé a Massimo Schuster, da Franco Scaldati a Mimmo Cuticchio, Claudio Morganti e Alfonso Santagata, fino alla Compagnia Pippo Delbono e a Marcido Marcidoris, Tam Teatromusica, Teatro delle Briciole e Raffaella Giordano. Ma nelle proposte ci sono ancora I Magazzini e i gruppi emilianoromagnoli, punta di diamante della ricerca e parte integrante della storia del Festival: Socìetas Raffaello Sanzio, Teatro Valdoca e Teatro delle Albe, cui si aggiungono oggi nuove identità artistiche forti come Motus, Fanny & Alexander, Teatrino Clandestino e L'Impasto. Ma ancora più folte sono le realtà emergenti come Spiro Scimone, Libera mente, Babbaluck, Agar, Teatro del Lemming, Accademia degli artefatti, Domenico Castaldo.
In questi anni viene anche presentato e promosso all'interno del Festival il Premio Scenario.

### Direzione artistica: Olivier Bouin
Nel 2006, in un periodo non semplice dal punto di vista economico e gestionale, la conduzione del Festival viene affidata a Olivier Bouin, che in precedenza era addetto culturale all'ambasciata francese a Roma. Sotto la sua direzione il Festival cambia nome in "Santarcangelo. International Festival of the Arts". In programma sotto la sua direzione, portata avanti a fianco di Paolo Ruffini, il mondo della danza con Claudia Dias, Catherine Diverrès, Claudia Triozzi, MK, Kinkaleri, Silvia Rampelli, Roberto Castello, e della drammaturgia contemporanea con Accademia degli Artefatti, Alessandro Berti, Stefano Massini, Forced Entertainment, Rodrigo Garcia, e poi ancora Gruppo Nanou, Vincenzo Carta, Luca Nava, Maurizio Camilli, Umpalumpa prodAction.

### Direzione artistica: Chiara Guidi, Enrico Casagrande, Ermanna Montanari
Nel 2008, tre mesi prima del Festival, Olivier Bouin dà le dimissioni in seguito a dissapori con le amministrazioni locali. Dopo un anno di transizione in cui la direzione artistica è affidata a Sandro Pascucci che coinvolge gli artisti in una sorta di autogestione cui viene dato il titolo "Potere senza potere", viene promosso, con la consulenza di Piergiorgio Giacchè, un triennio (2009-2011) che intreccia funzioni artistiche, critiche e organizzative con la direzione di Chiara Guidi della Socìetas Raffaello Sanzio, Enrico Casagrande di Motus e Ermanna Montanari del Teatro delle Albe, affiancati da un coordinamento critico-organizzativo composto da Silvia Bottiroli, Rodolfo Sacchettini, Cristina Ventrucci. Il triennio riprenderà il sottotitolo storico della manifestazione: Festival Internazionale del Teatro in Piazza e ospiterà artisti come Richard Maxwell, Arto Lindsay, Alvin Lucier, Burroughs e Fargion, Fanny & Alexander, Kinkaleri, Masque Teatro, Orthographe Teho Teardo, Zapruder Filmmakersgroup, Roger Bernat, God Squad, Rabih Mroué, Public Mouvement, Daniel Veronese, Stefano Ricci, Alessandro Sciarroni, Teatro Sotterraneo, Cristina Rizzo, Kornél Mundruczo, Ivo Dimchev, Oriza Hirata, Lucia Calamaro, Mariangela Gualtieri, Marco Martinelli, Claudio Morganti, Fiorenza Menni, Leila Marzocchi, Roberto Latini, Menoventi. Silvia Bottiroli sarà la direttrice successiva, dal 2012 al 2016.

### Direzione artistica: Silvia Bottiroli
Silvia Bottiroli dirige il Festival dal 2012 al 2016. In questi anni si rafforza il legame tra città e comunità locale, con progetti speciali, spesso sviluppati nell’arco di più annualità, coproduzioni ideate appositamente per il Festival e un’attenzione particolare alla piazza, agli spazi pubblici, alla relazione con la cittadinanza e con le realtà artistiche locali, pur in un’ottica internazionale. Ne è un esempio il progetto Azdora, ideato dall’artista svedese Markus Öhrn, che coinvolge in un gotico percorso rituale di liberazione un gruppo di donne romagnole, un tempo casalinghe devote, diventate in alcuni anni le agguerrite componenti di un collettivo oggi conosciuto anche all’estero.
Tra gli artisti italiani e stranieri ospiti a Santarcangelo in questi anni ricordiamo Richard Maxwell, Peter Liversidge, Valter Silis, Marten Spangberg, Zoë Poluch, Christophe Meierhans, Philippe Quesne, Bouchra Ouizguen, Reza Koohestani, ZimmerFrei, César Brie, Virgilio Sieni, Teatro Valdoca, Kinkaleri, Sacchi di Sabbia, Marco Martinelli, Danio Manfredini, Muta Imago, Cristina Rizzo, MK, Motus, Socìetas Raffaello Sanzio.

### Direzione artistica: Eva Neklyaeva con Lisa Gilardino
La direzione del triennio 2017-2019 viene affidato alla curatrice finlandese, di origine bielorussa, Eva Neklyaeva, che riprendendo il lavoro iniziato da Silvia Bottiroli prosegue, insieme alla co-curatrice Lisa Gilardino, nella direzione del rafforzamento del legame con il territorio e dell’apertura a un pubblico più ampio, attraverso proposte innovative dai linguaggi compositi. “Santarcangelo Festival è energia contagiosa” è il motto dell’edizione 2017, con un programma che spazia dalla performance alla coreografia, dall’arte visiva alla musica; il corpo come strumento politico, la creazione di una comunità temporanea, il Festival come esperienza immersiva sono alcuni dei principali temi conduttori. Un progetto speciale a cura di Terike Haapoja e Laura Gustafsson, il Museum of Nonhumanity, anticipa l’apertura del Festival: un museo per la città, un habitat, uno spazio aperto fruibile in ogni momento.
Tre artisti associati affiancano le curatrici in questo percorso triennale: Francesca Grilli, Motus e Markus Öhrn. Tra i nomi della prima edizione, Pony Express, MACAO, Merman Blix, W A U H A U S, Eva Geatti, Dana Michel, Doris Uhlich, Silvia Gribaudi, Chiara Bersani e Marco D’Agostin, Samira Elagoz, Simona Bertozzi, Quim Bigas Bassart, Filippo Michelangelo Ceredi, Stasse, Orthographe, Mara Oscar Cassiani, Cristina Kristal Rizzo e Sir Alice. Un’ampia parte del programma è dedicata alla musica, con concerti gratuiti e dj set fino a tarda notte.

### Direzione artistica: Motus
LNell’estate del 2019, in occasione del Cinquantennale di Santarcangelo Festival, il Consiglio di Amministrazione di Santarcangelo dei Teatri ha nominato Daniela Nicolò ed Enrico Casagrande di Motus direttori artistici per l’edizione 2020, perché costruissero un programma in grado di rispecchiare l’identità del progetto e celebrarne cinquant’anni di attività culturale. Tuttavia, la pandemia ha costretto a un ripensamento delle modalità di costruzione e fruizione del Festival, per adattarlo ai cambiamenti e alle restrizioni in vigore. Motus ha quindi concepito un progetto scandito in tre atti, dal titolo "Santarcangelo Festival 2050", che avrebbe dovuto svilupparsi dall’estate del 2020 sino a quella successiva, prolungando di un anno la nomina alla loro direzione artistica. Pur dovendo rinunciare alla propria dimensione internazionale, il Festival del 2020, primo movimento del Cinquantennale, si è risolto in cinque giorni di teatro, musica e performance. "Winter is Coming", il secondo atto dedicato a compagnie e performer emergenti, avrebbe dovuto tenersi in presenza nell’inverno del 2021, ma è stato annullato a causa della seconda ondata pandemica. Motus ha presentato allora "Winter is Locking Down", happening fuori formato della durata di oltre 10 ore in diretta sul canale YouTube del Festival: un esperimento dedicato alla condivisione e al racconto delle pratiche artistiche delle compagnie invitate. "Futuro Fantastico. Festival mutaforme di meduse, cyborg e specie compagne", ultima espressione delle celebrazioni di un lungo Cinquantennale, si è tenuto nel luglio del 2021: oltre che un’occasione per mettere in scena i progetti non realizzati l’anno precedente, il Festival ha potuto ripristinare la propria dimensione internazionale, grazie alla partecipazione di numerosi artisti europei e non solo. All’intensa programmazione hanno partecipato 51 compagnie, 271 tra artiste e artisti e oltre 20.000 presenze in termini di pubblico, per oltre 26 spazi-spettacolo tra Santarcangelo e la provincia di Rimini.
Fra le compagnie presentate nei due anni di "Santarcangelo Festival 2050": Davide Enia, il collettivo Zapruder, Virgilio Sieni, El Conde de Torrefiel, Manuela Infante, Gloria Dorliguzzo, Industria Indipendente, Felix Kubin, Ermanna Montanari, Societas. Romeo Castellucci, Cherish Menzo, Betty Apple, Alexia Sarantopoulou, Muta Imago, Paola Stella Minni, Pankaj Tiwari, Va-Bene Elikem Fiatsi, Barbara Berti, Cristina Kristal Rizzo, Amanda Piña, Marie Losier, Lenio Kaklea, Daria Deflorian e Antonio Tagilarini, Emilia Verginelli, C.ie Simon Senn, Corps Citoyen, Selamawit Biruk.